# غدد تشاتشو
غدد تشاتشو (Ciaccio's glands) هي غدد دمعية إضافية أنبوبية صغيرة (غدد دمعية إضافية) موجودة في اللحمية]] الدمعية للـجفن. وتقع في الحافة العلوية للترص (غضروف الجفن) (tarsus)، تقريبًا في المنتصف بين طرفي غدد الجفن (tarsal glands) وفي بعض الأحيان تقع أعلى الترص بقليل. وعادةً ما يوجد ما بين اثنتين إلى خمسة من هذه الـغدد في الجفن العلوي، ووظيفتها هي إنتاج الـدموع التي تفرز على سطح الـملتحمة.
وهي تحمل اسم عالم التشريح الإيطالي جوزيبي فينتيشينزو تشاتشو (Giuseppe Vincenzo Ciaccio) (1842-1901)، الذي وصف هذه الغدد عام 1847. وتسمى أحيانًا «غدد فولفرنغ» نسبةً لطبيب العيون البولندي إيميلج فون فولفرنغ (1832-1906) (Emilj von Wolfring)، الذي وصفها في نفس الفترة الزمنية التي قام فيها تشاتشو بذلك.
«غدد كراوزه»، هي نوع آخر من الغدد الدمعية الإضافية، والتي تعتبر أصغر حجمًا، وأكثر عددًا من «غدد تشاتشو» وتوجد على طول الأقبية العلوية والسفلية من كيس الملتحمة.